# Blekinge Fotbollförbund
Blekinge Fotbollförbund (Blekinge FF), grundat 25 mars 1917, är ett av de 24 distriktsförbunden under Svenska Fotbollförbundet. Blekinge FF administrerar de lägre serierna för seniorer och ungdomsserierna i Blekinge.

## Serier
Blekinge FF administrerar följande serier:

### Herrar
Division 4 - en serie

Division 5 - en serie

Division 6 - två serier

### Damer
Division 4 - en serie

Division 5 - en serie

### Övriga serier
- Ungdomsserier
- Reservlagsserier